# Corpus (ort i Argentina)
Corpus är en ort i Argentina.   Den ligger i provinsen Misiones, i den nordöstra delen av landet, 900 km norr om huvudstaden Buenos Aires. Corpus ligger 162 meter över havet och antalet invånare är 2 101.
Terrängen runt Corpus är platt. Närmaste större samhälle är Gobernador Roca, 7,9 km sydost om Corpus.
I omgivningarna runt Corpus växer i huvudsak städsegrön lövskog. Runt Corpus är det ganska glesbefolkat, med 38 invånare per kvadratkilometer.